# 麗莎 (新加坡歌手)
麗莎（英語：Lisa Wong，1951年6月27日—），原名黃煥嬋，新加坡女歌手，基督徒。1968年正式踏入歌坛。初出道時唱國語及英語流行曲。1972年，後來老闆要求她嘗試灌錄第一張粵語唱片，憑《相思淚》一曲一炮而紅，名震华人世界，成为当时华人世界的天皇巨星，被誉称为“粤语天后”。在香港演出時，丽莎被九龍旺角彌敦道新興大廈的地庫之東方歌劇院譽為“星洲國寶”。
進入麗風唱片後，由於要演唱新曲，為了方便工作就學習彈鋼琴等樂理。她有一位兒子在2009年完成中學，考進大學。
麗莎在1974年6月是香港文志唱片公司的基本歌星，由於麗莎的母親沒有訪問香港十多年，麗莎與母親來香港觀光，由香港「文志唱片公司」的老闆姚遂豐、雷奧盒帶公司的老闆沈克昌及《華僑日報》記者老吉導遊香港名勝，於1974年6月25日端午節翌日返回新加坡。
自1975年後，麗莎逐渐淡退娛樂圈，直至1982年完全退圈。後來在1989年生意失敗損失鉅款，在新加坡昏睡長達11年，直至2000年才逐漸康復，當年5歲的兒子在她甦醒後，已經是16歲的少年；而麗莎母親則在她昏睡期間去世。
麗莎自1976年起與她的獨生子以200元租住位於實里達機場裡英國皇家空軍遺留下的軍營。
近年来，丽莎在复出后多次在新加坡、香港、美加等地开演唱会，并且在网上与粉丝们互动，热度不减。

## 外部連結
- 香港電影資料館有關麗莎參演電影的記錄[永久]
- 香港影庫：麗莎（页面存档备份，存于）